# Дзюдо на летних Олимпийских играх 2012 — квалификация
В соревнованиях по дзюдо на летних Олимпийских играх 2012 смогли принять участие 386 спортсменов, которые соревновались за 14 комплектов наград. Каждая страна могла быть представлена не более одним спортсменов в каждой весовой категории.

## Распределение квот
Большинство квот были распределены согласно мировому рейтинговому списку Международной федерации дзюдо на 30 апреля 2012 года. Лучшие 22 мужчины и 14 женщин в своих категориях сразу квалифицируются на Игры. Если Национальный олимпийский комитет имеет больше одного спортсмена в этой группе, то он выбирает одного из них.
Также лучшие со своего континента независимо от весовой категории проходят на Олимпийские игры по этой таблице:
| Зона    | Мужчины | Женщины |
| ------- | ------- | ------- |
| Азия    | 12      | 8       |
| Америка | 13      | 8       |
| Африка  | 14      | 10      |
| Европа  | 14      | 11      |
| Океания | 7       | 3       |

Помимо них, принимающая страна (Великобритания) была представлена во всех весовых категориях, и ещё двадцать мест были распределены Трёхсторонней комиссией (МОК, АНОК и МФД).

## Квалифицированные спортсмены

### Мужчины

#### до 60 кг
|                               | Квота | Квалифицирован |
| ----------------------------- | ----- | --- |
| Принимающая страна            | 1     | Великобритания |
| Лучшие в мировом рейтинге     | 22    | Узбекистан · Япония · Украина · Россия · Грузия · Республика Корея · Азербайджан · Франция · Монголия · Армения · Бразилия · Нидерланды · Казахстан · Германия · Канада · Италия · Австрия · Марокко · Китай · Австралия · Венесуэла · Финляндия |
| Дополнительные места(Европа)  | 2     | Швейцария · Израиль |
| Дополнительные места(Африка)  | 2     | Нигер · Мозамбик |
| Дополнительные места(Америка) | 2     | Перу · Мексика |
| Дополнительные места(Азия)    | 2     | Саудовская Аравия · Йемен |
| Дополнительные места(Океания) | 1     | Соломоновы Острова |
| Приглашённые                  | 3     | Камбоджа · Гондурас · Монако |

#### до 66 кг
|                               | Квота | Квалифицирован |
| ----------------------------- | ----- | --- |
| Принимающая страна            | 1     | Великобритания |
| Лучшие в мировом рейтинге     | 22    | Россия · Монголия · Япония · Бразилия · Словения · Республика Корея · Франция · Испания · Польша · Казахстан · Азербайджан · Венгрия · Украина · Австралия · Венесуэла · Армения · Канада · Румыния · Италия · Узбекистан · Грузия · Израиль |
| Дополнительные места(Европа)  | 2     | Бельгия · Болгария |
| Дополнительные места(Африка)  | 2     | Египет · Ливия |
| Дополнительные места(Америка) | 2     | Чили · Сальвадор |
| Дополнительные места(Азия)    | 2     | ОАЭ · Тайвань |
| Дополнительные места(Океания) | 1     | Папуа — Новая Гвинея |
| Приглашённые                  | 4     | Парагвай · Бенин · Афганистан · Аруба |

#### до 73 кг
|                               | Квота | Квалифицирован |
| ----------------------------- | ----- | --- |
| Принимающая страна            | 1     | Великобритания |
| Лучшие в мировом рейтинге     | 22    | Республика Корея · Япония · Нидерланды · Россия · Монголия · Франция · Узбекистан · Бельгия · Португалия · Бразилия · Украина · Германия · США · Польша · Таджикистан · Канада · Чехия · Египет · Казахстан · Грузия · Израиль · Испания |
| Дополнительные места(Европа)  | 2     | Азербайджан · Турция |
| Дополнительные места(Африка)  | 2     | Гана · ЮАР |
| Дополнительные места(Америка) | 2     | Барбадос · Коста-Рика |
| Дополнительные места(Азия)    | 2     | Гонконг · Государство Палестина |
| Дополнительные места(Океания) | 2     | Самоа · Науру |
| Приглашённые                  | 2     | Руанда · Гайана |

#### до 81 кг
|                               | Квота | Квалифицирован |
| ----------------------------- | ----- | --- |
| Принимающая сторона           | 1     | Великобритания |
| Лучшие в мировом рейтинге     | 21    | Бразилия · Республика Корея · Азербайджан · Германия · Япония · Россия · Франция · США · Нидерланды · Марокко · Черногория · Италия · Хорватия · Казахстан · Канада · Украина · Грузия · Словения · Аргентина · Бельгия · Венгрия |
| Дополнительные места(Европа)  | 2     | Чехия · Латвия |
| Дополнительные места(Африка)  | 2     | Мадагаскар · Замбия |
| Дополнительные места(Америка) | 2     | Панама · Независимые олимпийские участники |
| Дополнительные места(Азия)    | 1     | Узбекистан |
| Дополнительные места(Океания) | 1     | Фиджи |
| Приглашённые                  | 1     | Того |

#### до 90 кг
|                               | Квота | Квалифицирован |
| ----------------------------- | ----- | --- |
| Принимающая сторона           | 1     | Великобритания |
| Лучшие в мировом рейтинге     | 22    | Греция · Япония · Узбекистан · Грузия · Куба · Бразилия · Россия · Азербайджан · Швеция · Канада · Республика Корея · Италия · Египет · Австралия · Литва · Словакия · Украина · Казахстан · Кыргызстан · Сербия · Германия · Франция |
| Дополнительные места(Европа)  | 2     | Венгрия · Молдова |
| Дополнительные места(Африка)  | 2     | Камерун · Кот-д’Ивуар |
| Дополнительные места(Америка) | 2     | Аргентина · Уругвай |
| Дополнительные места(Азия)    | 1     | Таджикистан |
| Дополнительные места(Океания) | -     | - |
| Приглашённые                  | -     | - |

#### до 100 кг
|                               | Квота | Квалифицирован |
| ----------------------------- | ----- | -------------- |
| Принимающая сторона           | 1     | Великобритания |
| Лучшие в мировом рейтинге     | 22    |                |
| Дополнительные места(Европа)  | 2     |                |
| Дополнительные места(Африка)  | 2     |                |
| Дополнительные места(Америка) | 2     |                |
| Дополнительные места(Азия)    | 2     |                |
| Дополнительные места(Океания) | 2     |                |

#### свыше 100 кг
|                               | Квота | Квалифицирован |
| ----------------------------- | ----- | -------------- |
| Принимающая сторона           | 1     | Великобритания |
| Лучшие в мировом рейтинге     | 22    |                |
| Дополнительные места(Европа)  | 2     |                |
| Дополнительные места(Африка)  | 2     |                |
| Дополнительные места(Америка) | 2     |                |
| Дополнительные места(Азия)    | 2     |                |
| Дополнительные места(Океания) | 2     |                |

### Женщины

#### до 48 кг
|                               | Квота | Квалифицирован |
| ----------------------------- | ----- | -------------- |
| Принимающая сторона           | 1     | Великобритания |
| Лучшие в мировом рейтинге     | 22    |                |
| Дополнительные места(Европа)  | 2     |                |
| Дополнительные места(Африка)  | 2     |                |
| Дополнительные места(Америка) | 2     |                |
| Дополнительные места(Азия)    | 2     |                |
| Дополнительные места(Океания) | 2     |                |

#### до 52 кг
|                               | Квота | Квалифицирован |
| ----------------------------- | ----- | -------------- |
| Принимающая сторона           | 1     | Великобритания |
| Лучшие в мировом рейтинге     | 22    |                |
| Дополнительные места(Европа)  | 2     |                |
| Дополнительные места(Африка)  | 2     |                |
| Дополнительные места(Америка) | 2     |                |
| Дополнительные места(Азия)    | 2     |                |
| Дополнительные места(Океания) | 2     |                |

#### до 57 кг
|                               | Квота | Квалифицирован |
| ----------------------------- | ----- | -------------- |
| Принимающая сторона           | 1     | Великобритания |
| Лучшие в мировом рейтинге     | 22    |                |
| Дополнительные места(Европа)  | 2     |                |
| Дополнительные места(Африка)  | 2     |                |
| Дополнительные места(Америка) | 2     |                |
| Дополнительные места(Азия)    | 2     |                |
| Дополнительные места(Океания) | 2     |                |

#### до 63 кг
|                               | Квота | Квалифицирован |
| ----------------------------- | ----- | -------------- |
| Принимающая сторона           | 1     | Великобритания |
| Лучшие в мировом рейтинге     | 22    |                |
| Дополнительные места(Европа)  | 2     |                |
| Дополнительные места(Африка)  | 2     |                |
| Дополнительные места(Америка) | 2     |                |
| Дополнительные места(Азия)    | 2     |                |
| Дополнительные места(Океания) | 2     |                |

#### до 70 кг
|                               | Квота | Квалифицирован |
| ----------------------------- | ----- | -------------- |
| Принимающая сторона           | 1     | Великобритания |
| Лучшие в мировом рейтинге     | 22    |                |
| Дополнительные места(Европа)  | 2     |                |
| Дополнительные места(Африка)  | 2     |                |
| Дополнительные места(Америка) | 2     |                |
| Дополнительные места(Азия)    | 2     |                |
| Дополнительные места(Океания) | 2     |                |

#### до 78 кг
|                               | Квота | Квалифицирован |
| ----------------------------- | ----- | -------------- |
| Принимающая сторона           | 1     | Великобритания |
| Лучшие в мировом рейтинге     | 22    |                |
| Дополнительные места(Европа)  | 2     |                |
| Дополнительные места(Африка)  | 2     |                |
| Дополнительные места(Америка) | 2     |                |
| Дополнительные места(Азия)    | 2     |                |
| Дополнительные места(Океания) | 2     |                |

#### свыше 78 кг
|                               | Квота | Квалифицирован |
| ----------------------------- | ----- | -------------- |
| Принимающая сторона           | 1     | Великобритания |
| Лучшие в мировом рейтинге     | 22    |                |
| Дополнительные места(Европа)  | 2     |                |
| Дополнительные места(Африка)  | 2     |                |
| Дополнительные места(Америка) | 2     |                |
| Дополнительные места(Азия)    | 2     |                |
| Дополнительные места(Океания) | 2     |                |

## Квалифицированные страны
| Страна         | Мужчины  | Мужчины  | Мужчины  | Мужчины  | Мужчины  | Мужчины   | Мужчины      | Женщины  | Женщины  | Женщины  | Женщины  | Женщины  | Женщины  | Женщины     | Всего |
| Страна         | До 60 кг | До 66 кг | До 73 кг | До 81 кг | До 90 кг | До 100 кг | Свыше 100 кг | До 48 кг | До 52 кг | До 57 кг | До 63 кг | До 70 кг | До 78 кг | Свыше 78 кг | Всего |
| -------------- | -------- | -------- | -------- | -------- | -------- | --------- | ------------ | -------- | -------- | -------- | -------- | -------- | -------- | ----------- | ----- |
| Великобритания | X        | X        | X        | X        | X        | X         | X            | X        | X        | X        | X        | X        | X        | X           | 14    |
| Всего: 1       | 1        | 1        | 1        | 1        | 1        | 1         | 1            | 1        | 1        | 1        | 1        | 1        | 1        | 1           | 14    |